# Epimenides paradox

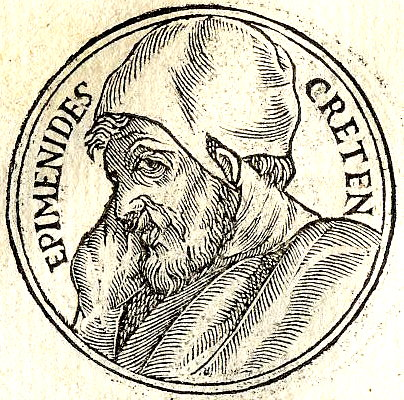
Epimenides från "Promptuarii Iconum Insigniorum"

Epimenides-paradoxen avslöjar ett problem med självreferens i logik. 
Den är uppkallad efter den kretensiska filosofen Epimenides av Knossos (levande cirka 600 f.Kr.) som krediteras det ursprungliga uttalandet. 
En typisk beskrivning av problemet ges i boken Gödel, Escher, Bach, av Douglas Hofstadter: 
Epimenides var en kretensare som fällde ett avgörande utlåtande: "Alla kretensare är lögnare."
En paradox med självreferens uppstår när man funderar på om det är möjligt för Epimenides att ha talat sanningen.